# Walckenaeria ichifusaensis
Walckenaeria ichifusaensis là một loài nhện trong họ Linyphiidae.
Loài này thuộc chi Walckenaeria. Walckenaeria ichifusaensis được miêu tả năm 2001 bởi Kendo Saito & Ono.